# Heavy metal classico
L'Heavy metal classico o tradizionale (in inglese classic metal o traditional metal, o semplicemente heavy metal) è il genere musicale dell'heavy metal riferito alle sue forme classiche. 
L'heavy metal classico indica una vasta serie di stili di musica heavy metal sviluppatisi essenzialmente negli anni settanta e ottanta, contrapposti alle forme più estreme (speed/thrash metal e metal estremo), e alle forme più moderne (come l'alternative/nu metal e affini). L'heavy metal classico include il primo heavy metal degli anni settanta e quindi l'hard & heavy, ma anche altre forme di heavy metal successive, nate tra la fine degli anni settanta e ottanta, che si distaccarono parzialmente o completamente da queste sonorità.

## Storia

### Anni sessanta: le origini
Le origini dell'heavy metal possono essere ritrovate all'interno del movimento british blues degli anni sessanta, in particolare tra quelle band che trovarono difficile riadattare il proprio sound a quello del classico blues americano. Durante questo periodo, le ritmiche divennero più essenziali, e gli strumenti elettrici amplificati cominciarono ad assumere maggiore importanza, soprattutto grazie alle innovazioni dei primi gruppi hard rock dei metà anni sessanta come the Kinks, the Who, Jimi Hendrix, Cream, the Jeff Beck Group, Yardbirds e Eric Clapton, i quali anticiparono il genere sia nel sound che nell'attitudine.
Tuttavia, le band riconoscibili come "proto-metal" non furono una realtà prettamente britannica; se le band inglesi dei metà anni sessanta posero le basi per il futuro genere, quelle americane della fine del decennio vennero riconosciute come coloro che ne anticiparono il vero e proprio sound poco prima della sua nascita. Si può dire che diversi gruppi della scena psychedelic/acid rock californiana, come Blue Cheer o Iron Butterfly, suonavano heavy metal, o qualcosa di molto vicino, già dal primo 1968. Molti gruppi acid rock, tra cui appunto Blue Cheer, Iron Butterfly, Steppenwolf e The Amboy Dukes, vennero infatti riconosciuti come "proto-metal".
I primi accenni allo sviluppo del genere avvennero nello stesso '68, e possono essere ritrovati in diverse incisioni chiave risalenti a quel periodo. Tra questi si può sicuramente citare "Summertime Blues" dei Blue Cheer, una vecchia cover di Eddie Cochran. Nel brano, la chitarra acustica della versione originale veniva sostituita con il suono metallico della chitarra elettrica, accompagnata da percussioni martellanti.
Nello stesso anno, gli Steppenwolf realizzarono il famoso brano "Born to Be Wild", il loro terzo singolo pubblicato per la ABC/Dunhill (estratto dal loro album di debutto), nel quale il riferimento alla frase "heavy metal thunder" diede finalmente un nome al genere crescente. Sembra infatti che fu proprio il gruppo americano a coniare il termine (pare ispirati dal romanzo di William Burroughs Pasto nudo), dando inavvertitamente il nome ad un genere di musica nel quale saranno riconosciuti, e che si stava già manifestando con altre band come Vanilla Fudge e gli emergenti Led Zeppelin.

### Anni settanta: Early heavy metal era (1970-'79)

#### Prima ondata: la nascita (1970-'73)
Se nei tardi anni sessanta il termine heavy metal poteva essere usato in alcuni casi come aggettivo per definire parte della popular music, nei primi anni settanta cominciò a diventare un vero e proprio sostantivo e quindi un genere riconosciuto, sviluppandosi come una costola dell'hard rock ulteriormente appesantita. Infatti una tendenza molto diffusa tra le prime band heavy metal era proprio quella di riprendere l'hard rock rendendolo più semplice, accessibile, e spesso melodico. L'heavy metal si presentò come una chiara evoluzione dei cosiddetti power trio degli anni sessanta come Jimi Hendrix Experience e Cream: un rock fortemente incentrato sulla chitarra elettrica amplificata, ed il basso di accompagnamento a dare spessore al suono. Questo suono era fortemente legato al blues rock, e allo psychedelic/acid rock.

##### Scena britannica
Contrariamente all'ondata dei gruppi precursori, la prima scena heavy metal più prolifica fu sul versante britannico: a dare ufficialmente inizio alla nascita dell'heavy metal furono molto probabilmente gli inglesi Led Zeppelin. Inizialmente indirizzati su brani di ispirazione blues suonati più pesantemente ed energicamente che ogni altro, crearono uno stile epico ispirato da molte fonti musicali. I Led Zeppelin erano caratterizzati da un suono potente ed energico, ritmiche originali, il cantato piangente di Robert Plant, e la chitarra pesantemente distorta di Jimmy Page. I loro brani erano spesso costruiti attorno a parti cantate che seguivano i riff, una pratica derivante dalla musica blues, ed estesa anche agli imitatori britannici (riconosciuti nella corrente british blues) come Eric Clapton (es. "Sunshine of your Love" dei Cream). Nella loro musica, gli Zeppelin introdussero il misticismo tramite evocazioni all'occulto, al soprannaturale e alla leggenda celtica.
Meno raffinati ma forse più influenti furono i Black Sabbath, che come parte dei Led Zeppelin provenivano da Birmingham. Essi riuscirono a creare un suono ancora più pesante e rumoroso, con riff di chitarra oscuri e profondi che degenerarono in un mondo di fantasia ossessionato da droghe. Dai loro testi menzionando tematiche religiose, furono catalogati come band satanista, anche se più volte loro dichiararono che erano le persone a non capire il loro messaggio, anche per questo che portano sempre una croce intorno al collo; infatti Ozzy Osbourne e gli altri membri della band ribadirono diverse volte il concetto di ciò che volle significare le loro canzoni. Il loro album di debutto omonimo, pubblicato nel 1970, raggiunse l'8ª posizione nella classifica album nel Regno Unito, e permase 3 mesi nella rispettiva classifica americana, nonostante fosse odiato da molti critici.I Black Sabbath influenzò profondamente il crescente sviluppo del genere, ed i loro primi quattro album (quelli con Ozzy Osbourne alla voce) sono considerati delle pietre miliari del metal.
Il terzo gruppo da citare tra i principali pionieri furono i Deep Purple. In realtà questi esordirono nei tardi anni sessanta come gruppo pop progressivo influenzato dalla musica classica. Fu a partire dalla pubblicazione del quarto album in studio, Deep Purple in Rock (1970), che la formazione diede origine ad un suono più rumoroso, pesante e diretto, accentuato dagli assoli di Ritchie Blackmore e dalle urla di Ian Gillan. Brani come "Speed King" e "Child in Time" rappresentavano perfettamente questo nuovo stile, permettendo al gruppo di diventare tra le formazioni di punta del primo heavy metal. Il loro sound era ulteriormente arricchito dall'aggiunta dell'organo e da una maggiore enfasi verso le influenze classiche; oltre ad una frequente presenza di rappresentazioni barocche negli assoli del chitarrista Blackmore e del tastierista Jon Lord. Blackmore diede un grande contributo allo stile heavy metal negli anni tra il '70 e il '74, ovvero nel periodo in cui militava ancora nei Deep Purple prima della sua dipartita. Egli popolarizzò lo stile heavy metal ed influenzò molti importanti chitarristi dei tardi anni settanta e ottanta tra cui Eddie Van Halen e Yngwie Malmsteen.
Altro gruppo importante emerso nella prima ondata furono gli Uriah Heep. Con la pubblicazione del loro primo album, ...Very 'Eavy ...Very 'Umble, dimostrarono di saper coniugare il sound heavy metal con il progressive rock, una contaminazione già accennata dai connazionali Deep Purple. Tra le prime formazioni heavy metal della scena britannica, bisogna citare anche i Warhorse, fondati nel 1970 dall'ex bassista dei Deep Purple Nick Simper. Il loro sound era molto vicino a quello dei Purple, ed assieme agli Uriah Heep, furono tra i primi esempi di gruppi heavy metal influenzati dal progressive rock, uno stile che può essere sentito nel loro album omonimo, pubblicato nel '70. Spesso paragonati anche ai Black Sabbath, non riuscirono però a raggiungere la stessa popolarità. Un'altra importante band inglese furono i Budgie, provenienti da Cardiff. Anche la loro popolarità non poteva essere paragonata a quella dei contemporanei Led Zeppelin, Black Sabbath, Uriah Heep, e Deep Purple, tuttavia furono tra i migliori esempi di heavy metal della prima metà degli anni settanta. Questo power trio, formato nel 1968, con l'album di debutto omonimo, pubblicato nel 1971, venne chiaramente influenzato dallo stile dei Sabbath e Zeppelin.
Il sound definitivamente riconosciuto come heavy metal venne definito quindi nel 1970 con la pubblicazione di Led Zeppelin II dei Led Zeppelin, Paranoid dei Black Sabbath, e In Rock dei Deep Purple. Benché esistano alcuni dibattiti, questi tre gruppi musicali sono generalmente considerati come le prime band heavy metal, sebbene anche altre band avessero proposto questo nuovo sound durante quello stesso periodo. L'enorme successo commerciale di queste formazioni, e della loro controparte statunitense, capeggiata da gruppi come Grand Funk Railroad e Mountain, consolidò il mercato dell'heavy metal nei primi anni settanta, e ne fondò una vera e propria subcultura giovanile.

##### Scena americana
In effetti, anche la scena americana vedeva un ampio sviluppo nel primo periodo: i newyorkesi Mountain, ed il loro chitarrista Leslie West, contribuirono senza dubbio alla definizione dell'heavy metal, grazie a brani come "Theme for an Imaginary Western", "Mississippi Queen" (1970) e "Nantucket Sleighride" (1971). Il loro album di debutto del 1970, Climbing!, venne bene accolto dalla critica e dai fan del primo heavy metal, mentre lo stile inventivo di West pose le basi per il genere nascente. Altrettanto importanti furono il trio di Flint, Michigan Grand Funk Railroad. Essi simboleggiarono la diffusione e dimostrarono la crescente richiesta di quello stile di rock più pesante che stava cominciando solo in quel momento ad essere definito heavy metal. Citati come una delle band più rumorose, non ottennero però una popolarità paragonabile ai loro contemporanei nel primo periodo, prima di spostarsi su strade commerciali abbandonando l'heavy metal attorno al 1973 con l'album We're an American Band. Anche Alice Cooper si spostò verso il suono heavy metal a partire dal 1971 con il terzo album Love It to Death (dal quale venne estratta la famosa hit "I'm Eighteen"), ma è da menzionare anche il successivo Killer, pubblicato lo stesso anno. Cooper si rivelò come l'unico artista statunitense che nel primo periodo dimostrò un'affinità con l'occulto assieme ai britannici Led Zeppelin e Black Sabbath, tuttavia la sua attitudine era più sarcastica, e si basava su bizzarre ed orrorifiche esibizioni dal vivo, divenendo un idolo per gli adolescenti dell'era post-psichedelica.
Sono da citare anche i Blue Öyster Cult di New York, i quali più di ogni altro definirono il genere. Essi assimilarono una serie di sonorità, tra rock & roll, swing, beat, blues rock, hard rock, rock psichedelico, southern rock, honky tonk, combinandole con lo stile dei the Who, Deep Purple, Led Zeppelin, e Black Sabbath, divenendo tra i portabandiera dell'heavy metal degli anni settanta, meno urbano ma più fantasioso. I loro riferimenti verso il satanico e gotico sull'omonimo Blue Öyster Cult (1972), ed il successivo Tyranny and Mutation (1973) erano accuratamente avvolti da un intreccio di riff crudi e ritmi minacciosi.
In realtà i primi a fare uso del termine heavy metal in ambito musicale furono i giornalisti del periodico Creem, tra cui Mike Saunders, Lester Bangs e Dave Marsh nei primi anni settanta. Infatti il primo uso documentato della parola heavy metal per descrivere le sonorità di una band risale al maggio del 1971, quando il giornalista del Creem magazine Mike Saunders in una recensione dell'epoca definì con tale denominazione l'album di debutto dei newyorkesi Sir Lord Baltimore, intitolato Kingdom Come. Il gruppo di Brooklyn fu uno tra i primi gruppi heavy metal americani, tuttavia la band stessa non se ne accorse prima che il genere si affermasse, e prima di ottenere un discreto successo all'interno della scena. Vista la loro precocità, il loro talento venne compromesso dalla loro immaturità e dalla completa mancanza di senso del business. La loro carriera subì un declino dopo la pubblicazione di due album, Kingdom Come (1970), e Sir Lord Baltimore (1971), che passarono inosservati.

#### Seconda ondata: la diffusione e il successo (1973-'76)
Nell'arco del decennio si sviluppò una "seconda generazione di heavy metal", la prima ad essere definita in modo chiaro con questo termine. Dopo il grande successo ottenuto dai gruppi della prima ondata, diverse band americane cominciarono a modificare l'heavy metal in una forma più accessibile. I primi gruppi heavy metal ad emergere in questo periodo sul versante americano furono Kiss, Aerosmith, e Montrose, i quali pubblicarono tutti il loro debutto tra il 1973 e il 74.
Gli Aerosmith, con il loro grezzo boogie, rappresentarono il collegamento tra l'heavy metal ed un rozzo e degenerato rhythm & blues, proposto in precedenza dai Rolling Stones e i The Stooges. Dopo i primi due album, Aerosmith (1973) e Get Your Wings (1974), la vera ascesa per la band avvenne con Toys in the Attic (1975) e Rocks (1976), contraddistinti da uno stile differente dal classico cliché creato dai gruppi hard rock britannici, gettando le basi per l'heavy metal dei due decenni successivi.
I Montrose di San Francisco, furono uno tra i primi gruppi heavy metal californiani, nonché tra i primi a sfidare il dominio dei gruppi britannici. Il loro debutto discografico, Montrose (1973), è tutt'oggi considerato uno dei migliori, e più influenti album del decennio. Il loro passaggio, seppur breve, avrebbe contribuito allo sviluppo dell'intera generazione di gruppi californiani dei fine anni settanta, tra cui spiccano per primi i Van Halen, ed avrebbe posto le basi per la futura proliferazione dell'heavy metal in California negli anni ottanta.
I Kiss al contrario, si presentarono come opposti rispetto ai loro contemporanei. Assecondarono gli stereotipi del genere, caratterizzati dal loro stile musicale molto movimentato e da assoli di chitarra non aggressivi, infatti furono uno dei inventori del genere Hair Metal. Dall'omonimo Kiss (1974), si ispirarono al glam rock di Alice Cooper, rendendolo addirittura meno credibile, esaltando in ogni aspetto la loro presenza teatrale con accattivanti ed emozionanti spettacoli dal vivo.
Gli australiani AC/DC furono uno dei più grandi gruppi heavy metal di tutti i tempi. Essi impersonarono l'essenza selvaggia e ribelle del rock come poche altre band prima dell'avvento del punk rock. Si presentarono in opposizione ai cantautori intellettuali, al complesso progressive rock, e al decadente glam rock degli anni settanta. Una voce rauca e febbrile, e sporchi giri di chitarra blueseggiante delineavano il sound del quintetto, che esordì su scala mondiale nel 1976 con l'album High Voltage.
I Judas Priest furono uno dei più influenti gruppi heavy metal degli anni settanta. Vestiti con pelle nera, borchie e catene, rielaborarono e fusero i toni oscuri e gotici dei Blue Öyster Cult e Black Sabbath, con i riff e la velocità dei Led Zeppelin, aggiungendo due chitarre soliste. Grazie a queste caratteristiche, essi posero le basi per l'heavy metal dalla metà degli anni settanta fino al decennio successivo. In realtà il loro album di debutto, Rocka Rolla (1974) passò inosservato, ma l'album successivo Sad Wings of Destiny viene generalmente riconosciuto come tra i più influenti del decennio, portando l'heavy metal verso toni più oscuri ed alti livelli di precisione tecnica.
I Rainbow, fondati dal celebre ex chitarrista dei Deep Purple Ritchie Blackmore, presto si affermarono come uno dei maggiori gruppi heavy metal degli anni settanta, dietro il carismatico frontman Ronnie James Dio. Assieme, la coppia darà alla luce una serie di album considerati tutt'oggi dei classici del genere.
Altri portabandiera emersi in questo periodo furono Ted Nugent (ex chitarrista degli Amboy Dukes), Rush, Motörhead. L'heavy metal fu una sonorità adottata spesso anche da alcuni gruppi del movimento glam rock: oltre a Kiss, e Alice Cooper, anche i britannici Queen e Sweet, o gli americani Angel, composero diversi brani su questo stile.
Anche la scena australiana vedeva un crescente sviluppo: gli AC/DC ottennero maggior popolarità internazionale, tuttavia i Buffalo precedettero la band dei fratelli Young quando nel 1972 esordirono con il disco Dead Forever..., fortemente influenzato dallo stile dei Black Sabbath figurando probabilmente come la prima metal band australiana.
Le esibizioni dei gruppi heavy metal cominciarono a divenire più elaborate e spettacolari, con l'introduzione di effetti pirotecnici, luci, ed altri effetti speciali. Gli incessanti tour con spettacoli di questo tipo contribuirono a stabilire il pubblico heavy metal negli anni settanta. I Kiss, tra il 1974 e il 1984, pubblicarono 19 album, 17 dei quali guadagnarono il disco d'oro (di cui 13 il platino), praticamente senza sponsorizzazione radiofonica.
Comunque, lo sviluppo di questo genere musicale si presentò in contemporanea con la nascita del criticismo rock professionale, ma le relazioni tra i due non furono mai buone. Presi dall'entusiasmo per l'importanza artistica della musica rock, i critici erano profondamente diffidenti verso la musica dal grande successo commerciale. I critici erano anche ostili verso il fenomeno degli spettacoli visivi, da loro interpretato come una trovata commerciale che poteva compromettere l'"autenticità" dei musicisti rock. Con l'eccezione di alcuni giornalisti del Creem magazine, questi ripudiavano i volti pitturati e i costumi fantastici dei Kiss, la teatralità macabra di Alice Cooper, ed in genere gli effetti pirotecnici, ed altre attrazioni adottate da molti gruppi heavy metal. Le asserzioni negative degli specialisti tuttavia non influenzarono i fan di questa musica, per i quali l'esperienza di assistere ad un'esibizione di questo tipo di band dal vivo rimaneva primaria: il tour dei Led Zeppelin del 1973 negli States decretò un nuovo record di presenze, battendo il precedente primato stabilito dai Beatles. I critici comunque contribuirono a stabilire e definire l'heavy metal come genere, poiché questi dovettero adottare delle etichette musicali che vennero poi tramandate all'industria musicale, e che si rivelarono utili in un periodo di crescita commerciale e diversificazione della musica rock (incluso l'aumento dei format radiofonici specializzati).

#### Il declino (1976-'79)
Le vendite dei dischi heavy metal iniziarono a crollare drasticamente verso la seconda metà degli anni settanta a causa delle attenzioni verso nuovi fenomeni musicali come la disco, il punk rock e gruppi di rock commerciale come i Fleetwood Mac. Il parere di molti giornali musicali riguardo al declino del genere, venne ulteriormente confermato dal sostanziale silenzio dei precursori del metal come Black Sabbath, Led Zeppelin, e gli ormai defunti Deep Purple durante la fine degli anni settanta. Il critico musicale Lester Bangs nel 1977 scrisse: "Con il finire degli anni settanta, pare chiaro che l'heavy metal abbia dato".
(Lester Bangs)
Si ritiene infatti che se non fosse stato per l'avvento del punk, probabilmente l'heavy metal avrebbe continuato a rimanere uno dei generi di rock più prominenti degli anni settanta. Fu a partire dal 1976 che il punk si fece strada rubando la popolarità del metal: caratteristiche come i brani di breve durata, scarsa tecnica strumentale, pochi assoli, sonorità grezze, resero il punk come la sua antitesi all'interno della scena rock. Anche l'aspetto ed il look delle due subculture poteva sembrare contrastante: i capelli corti e colorati, i piercing, i vestiti strappati, le borchie, e abiti feticisti erano in contrapposizione con gli indumenti tipici dei loro "rivali", sebbene condividessero alcuni elementi stilistici. L'unico complesso che in un primo momento riuscì a conciliare il pubblico dei due generi furono i Motörhead: fondati nel 1975 dall'ex bassista degli Hawkwind Lemmy Kilmister, con il loro stile rumoroso e veloce, furono tra i gruppi più innovativi del genere nella seconda parte degli anni settanta. La loro particolarità però fu quella di incorporare nell'heavy metal la velocità del punk rock, risultando il ponte naturale tra i due generi in un periodo in cui potevano essere visti come rivali. Il loro album d'esordio, l'omonimo Motörhead, venne pubblicato in piena epoca punk (1977), ed ottenne un moderato successo nelle classifiche britanniche, venendo addirittura rifiutato dal mercato americano.
Comunque il punk ebbe un impatto inferiore negli Stati Uniti, dove godeva di un pubblico più limitato, venendo quasi ignorato ed evitato dalle radio commerciali. Solo due gruppi apportarono delle novità nella musica heavy metal rispetto alla vecchia formula dei cosiddetti "dinosauri", e non erano gruppi britannici.
Uno di questi erano i Van Halen di Los Angeles, scoperti dal bassista/cantante dei Kiss Gene Simmons in un locale di Hollywood. Essi enfatizzarono considerevolmente il livello energico e tecnico, mentre stabilirono nuovi cliché nello show business. Queste loro caratteristiche contribuirono a definire i precetti base per la futura nascita di MTV, per cui divennero senza dubbio dei modelli, ponendo anche le basi per il fenomeno hair metal di Los Angeles negli anni ottanta. Ancora più di rilevanza fu il loro aspetto tecnico ed innovativo: il chitarrista di origini olandesi Eddie Van Halen rivoluzionò la tecnica della chitarra heavy metal con la realizzazione del debutto omonimo nel 1978, permettendo la rinascita degli studi sulla chitarra elettrica e sulle sperimentazioni, rimasti in sospeso dall'epoca di Eric Clapton e Jimi Hendrix attorno alla fine degli anni sessanta. Il loro omonimo debutto Van Halen riuscì a vendere ben due milioni di copie nell'arco di un solo anno.
L'altro gruppo furono gli australiani AC/DC, già giunti sul mercato internazionale nella metà degli anni settanta, le quali sonorità prevedevano colpi di feroce staccato costruiti su ritmi molto semplici ed orecchiabili, arricchiti da alti livelli di testosterone. La loro reale ascesa venne sancita nel 1977, con la realizzazione del terzo album Let There Be Rock, il primo ad entrare nelle chart statunitensi. Powerage, realizzato nella primavera del 1978, espanse ulteriormente il loro pubblico. Ciò che segnò però la vera esplosione fu il successivo Highway to Hell, che si piazzò alla 17ª posizione negli States e all'ottava nel Regno Unito, diventando il primo lavoro della band a superare il milione di copie.
La decadenza dell'heavy metal in effetti non interessò troppo la scena americana, dato che molti dei suoi interpreti proprio in questo periodo raggiungevano il picco di popolarità: Ted Nugent, grazie al suo terzo album del 1977, Cat Scratch Fever (dal quale venne estratta la famosa hit omonima), divenne uno degli artisti dal maggior successo sul territorio statunitense; i Kiss, che con il live album Alive! (1975) avevano già raggiunto la vetta delle classifiche e confermarono il loro successo con una serie di album fino a Love Gun (1977). Entrambe le band tuttavia iniziarono a declinare verso gli ultimi anni dei settanta.
Parallelamente in Europa, l'heavy metal riviveva nelle band della classe operaia, che suonavano ai piccoli concerti e nei club sostenuti dai fan più accaniti. Il termine "heavy metal underground" iniziò ad essere diffuso per riconoscere questa generazione, una schiera di giovani sostenitori per i quali l'heavy metal non era affatto morto. La Germania abbracciò questa scena musicale con fervore come non si era mai visto in nessun altro paese europeo. Il quintetto heavy metal tedesco degli Scorpions iniziò ad ottenere un grande successo in tutta Europa e riuscì anche ad imporsi nel mercato giapponese dove incise il famoso live album Tokyo Tapes nel 1978. Gli Scorpions divennero infatti il primo gruppo heavy metal proveniente da un paese non anglofono ad ottenere il successo internazionale. Michael Schenker, il primo guitar hero tedesco noto internazionalmente (nonché fratello del chitarrista degli Scorpions Rudolf Schenker), trovò anch'egli consensi internazionali dopo anni di militanza nella metal band britannica UFO, che aveva addirittura polverizzato l'ormai stanco pubblico americano con l'album Lights Out (1977).
Alcuni giornali britannici riconobbero la formazione di questa scena underground e diedero visibilità a gruppi emergenti come Judas Priest e Motörhead. Effettivamente in Gran Bretagna, dopo il declino del punk, si assistette ad un accenno di rinascita dell'heavy metal inglese; nel '78 i Judas Priest cominciarono ad ottenere un certo impatto commerciale in patria con gli album Stained Class e Killing Machine (rinominato in seguito Hell Bent for Leather negli USA), quando scalarono le classifiche con il singolo "Take On the World". Si ritiene che questi due album abbiano dato inizio all'ondata New Wave of British Heavy Metal (Nuova Ondata di Heavy metal britannico) la quale si manifesterà appieno nel nuovo decennio. Tra i primi gruppi che vennero riconosciuti in questa ondata già nel 1979 figurano i Gillan con l'album Mr. Universe, ritenuto da certi il disco che diede il via a questo nuovo fenomeno. Comunque, anche alcuni pochi gruppi NWOBHM come Saxon e Samson pubblicarono i loro rispettivi debutti discografici nello stesso anno, senza contare i Motörhead, che, assieme ai Judas Priest, furono considerati i massimi ispiratori ed esponenti di questa ripresa, nonostante fossero già pienamente in attività dalla seconda ondata.
Questa nuova ventata di heavy metal europeo provocò e rinnovò l'interesse per il genere da parte di molti fan della musica rock sparsi per il mondo, permettendo a molte band underground di arrivare al successo negli anni ottanta.

### Anni ottanta

#### La rinascita
Dagli anni ottanta l'heavy metal passò da essere la musica sorpassata di una subcultura in declino, al genere dominante all'interno della scena musicale americana divenendo uno degli stili di musica più popolari di tutto il mondo.
Già dal '78, i Van Halen divennero il gruppo rock più popolare dei fine anni settanta e primi ottanta, e grazie soprattutto al contributo del loro chitarrista, posero le basi per le nuove forme di hard rock e heavy metal che iniziarono a prendere piede negli anni ottanta. Durante il nuovo decennio, era impossibile non notare la tecnica strumentale di Van Halen che spaziava dal metal più duro al pop più leggero.
Altro personaggio fondamentale per la rinascita del genere fu l'ex frontman dei Black Sabbath Ozzy Osbourne con il nuovo progetto solista sorto nel 1980. Egli venne allontanato dal gruppo due anni prima, dopo la pubblicazione del disco Never Say Die!. Con il suo nuovo esordio, Ozzy lanciò la carriera di Randy Rhoads, chitarrista di Los Angeles già attivo dagli anni settanta negli allora sconosciuti Quiet Riot (che raggiungeranno la celebrità pochi anni dopo). Molti sostennero che il merito del grande successo della band di Osbourne dovesse essere attribuito più al suo chitarrista che al leader stesso. Rhoads fu uno dei pochi chitarristi dell'epoca a creare uno stile personale ed un proprio marchio di fabbrica; mentre gli altri suoi colleghi contemporanei cercavano di imitare spudoratamente la tecnica di Eddie Van Halen, egli fu uno dei primi musicisti heavy metal ad incorporare nel proprio sound elementi di musica classica (poi ripresi qualche anno dopo da Yngwie Malmsteen), in realtà preceduto solo da Ritchie Blackmore nei primi anni settanta. Il debutto solista di Osbourne Blizzard of Ozz (1980), divenne uno dei più grandi album heavy metal di tutti i tempi, in gran parte grazie al contributo di Randy Rhoads.
La nuova ondata di metal europeo, combinata con la comparsa dei Van Halen e con la resurrezione di Ozzy Osbourne, provocò in tutto il mondo la nascita di un revival della musica heavy metal, un revival che contribuì al declino del southern rock, della disco e del punk rock.

#### New Wave of British Heavy Metal (1979-'83)
Non fu facile conciliare l'heavy metal con i costumi del periodo punk: sembrava difficile rivitalizzare un genere che stava gradualmente declinando sotto la spinta di valori che per definizione erano l'esatto opposto. Tuttavia il genere ad un certo punto riuscì a sfruttare la nascita delle etichette indipendenti, facendo coincidere la propria resurrezione con il periodo new wave. Il merito andava attribuito senza dubbio al versante britannico, quando venne compresa la possibilità di lanciare anche una new wave relativa all'heavy metal, proprio negli anni della new wave della musica rock.
La vera rinascita venne quindi segnata dalla cosiddetta New Wave of British Heavy Metal (nuova ondata di heavy metal britannico, abbreviata in NWOBHM); nei tardi anni settanta e primi ottanta, dopo l'ondata iniziale di gruppi come Led Zeppelin e Black Sabbath, originò questa nuova esplosione nel quale alcuni gruppi - tra cui Judas Priest, Iron Maiden, e Motörhead - rivitalizzarono il genere rendendolo più veloce e semplice, e ponendosi in modo più duro e minaccioso. Motörhead e Judas Priest sono generalmente ritenuti i principali pionieri della nuova ondata inglese. Si ritiene inoltre che il punk rock stesso avesse influenzato parte di questa nuova corrente: oltre ai Motörhead, secondo molti anche gli Iron Maiden sposarono l'heavy metal con i riff di ispirazione punk nel loro primo album omonimo del 1980. Sembra che la new wave del metal avesse ereditato dal punk anche un altro aspetto, ovvero il supporto delle etichette discografiche indipendenti, tra cui la Neat Records, ma anche la Heavy Metal Records, la Ebony Records, la Music for Nations e molte altre. Per molti gruppi, un album indipendente rappresentava il trampolino di lancio per una carriera di successo e un contratto con una major.
Il termine "New Wave of British Heavy Metal" venne coniato ed utilizzato per la prima volta il 19 maggio del 1979 sul giornale Sounds, in una recensione, scritta dal giornalista Geoff Barton, di un concerto tenutosi al rock club Music Machine di Camden, a Londra in cui si esibirono Angel Witch, Iron Maiden e Samson.
Comunque la NWOBHM non poteva essere riconosciuta come uno stile particolare e definito: si trattava di un termine che simboleggiava la forte rinascita dell'heavy metal avvenuta nel paese europeo in una fase precisa, ovvero dopo il declino del punk rock. Era quindi un'etichetta applicata più per la provenienza geografica in relazione ad un determinato periodo storico. Alcuni gruppi ad esempio potevano riscontrare influenze progressive o epiche, mentre altri potevano presentarsi con un suono più puro, ed altri ancora comunque vicini alle radici dell'hard rock e del blues. Una cosa che accomunava le band dell'ondata poteva essere il senso della melodia. Gruppi come Iron Maiden e Motörhead suonavano stili di musica molto differenti, ma furono entrambi essenziali per la rinascita del genere heavy metal. Per la maggior parte, le band NWOBHM proponevano spesso brani più brevi e accattivanti, tecniche di produzione più sofisticate, e una tecnica strumentale maggiormente sviluppata. Tutte queste caratteristiche posero le basi per il successo di massa che riuscirà a raggiungere in questi anni.
Diversi gruppi emersi in questa ondata iniziarono a differenziarsi dai canoni degli anni settanta, spesso abbandonando elementi di stampo hard rock e influenze blues che avevano caratterizzato il genere nel primo periodo. Si può dire che mentre le prime band heavy metal degli anni settanta ponevano le loro radici in genere nel blues e rhythm & blues presentandosi come una forma di hard rock più dura e pesante, dai tardi anni settanta al contrario molti gruppi iniziarono a prendere ispirazione prevalentemente dal metal stesso dei loro predecessori. Fu la fase in cui l'heavy metal cominciò a venire identificato con uno stile ed un'identità propria, raggiungendo la massima definizione di genere. Questo nuovo modello venne considerato heavy metal puro, laddove la purezza stava ad indicare la frequente assenza di contaminazioni derivanti da altri stili di rock, contrariamente alle prime band del genere. Benché molti gruppi NWOBHM continuarono a ribadire nella loro musica elementi hard rock, ad esempio Def Leppard, Saxon, Tygers of Pan Tang, Samson, Girlschool, Diamond Head, per altri, tra cui Iron Maiden, Angel Witch, Venom, Blitzkrieg o Grim Reaper, non fu più riconoscibile tale influenza.
Il distacco dall'hard rock da parte di alcuni di questi gruppi, oltre a delineare una nuova forma di heavy metal classico che sarà tipico degli anni ottanta, permise in seguito lo sviluppo di nuovi derivati dallo stile ancora più estremo. Gli anni ottanta infatti segnarono il periodo in cui la musica heavy metal cominciò a diramarsi, e dal primo heavy metal evolsero nuovi sottogeneri. A questo punto si poté iniziare ad usare l'espressione "classic" o "traditional heavy metal" (o in italiano heavy metal classico o tradizionale), per distinguere appunto lo stile originario dai nuovi sottogeneri da esso derivati. Questi nuovi sottogeneri potevano essere inizialmente raggruppati principalmente in due categorie distinte: il pop/lite metal e lo speed/thrash metal, ognuno dei quali si concentrò su differenti tematiche di diversi fondatori degli anni settanta.
Dopo questa ondata, che si concluse nella prima metà degli anni ottanta, gli States vennero invasi da quella che poteva essere vista come una "nuova" british invasion, importante per la scena metal come lo erano stati Beatles e Rolling Stones per la scena pop rock di 15 anni prima.

#### Il successo commerciale
L'ondata di heavy metal successiva infatti emerse a Los Angeles attorno al biennio 83/84. Fu in realtà la nascita del canale televisivo MTV, nato nel 1981, a dare un grande contributo alla crescente popolarità del genere. Gruppi come Mötley Crüe, Ratt, Quiet Riot, Dokken e W.A.S.P. lanciarono il revival del "glam" in chiave heavy metal durante questo decennio ottenendo consensi internazionali. Il Sud della California divenne l'epicentro della musica heavy metal negli anni ottanta, e molti gruppi provenienti da altre parti degli States come i Poison, si trasferirono in questa località nella speranza di ottenere un contratto discografico con una grossa major. Nel 1983, Pyromania dei britannici Def Leppard - l'album che li rese celebri - guidò il boom dell'heavy metal negli anni successivi.
Nello stesso anno, le vendite dei dischi heavy metal negli Stati Uniti si aggiravano attorno all'8%. Un anno dopo, incrementarono vertiginosamente arrivando al 20%. Dokken, Iron Maiden, Mötley Crüe, Ratt, Twisted Sister e Scorpions cavalcarono l'onda di questo nuovo fenomeno. Ancora un anno dopo, nuove formazioni provenienti da tutto il mondo si aggiunsero a questa esplosione; i Loudness dal Giappone, gli Europe dalla Svezia, e i già citati Scorpions dalla Germania, per altro già attivi dagli anni settanta, ottennero una grande popolarità non solo nei rispettivi paesi d'origine, ma anche nei paesi anglofoni.
Il chitarrista virtuoso svedese Yngwie Malmsteen ottenne un successo commerciale inferiore con i suoi album pubblicati tra l'84 e l'88, ma le influenze neoclassiche presenti nei suoi lavori ebbero un certo impatto su altri chitarristi del genere. La sua fusione tra heavy metal e musica barocca ribadì la tendenza verso l'abilità tecnica dei chitarristi, e fu da esempio per molti giovani imitatori.
Le riviste dedicate all'heavy metal iniziarono a proliferare in Francia (Hard Force, Hard Rock), Italia (HM, Metal Shock, Heavy metal, Rockstar, Flash) e Germania (Rock Hard, Horror Infernal, Metalstar, Breakout), come nel Regno Unito e Stati Uniti, (RIP, Metal Hammer), mentre altri che già erano dedicati alla musica rock e pop, iniziarono a focalizzarsi esclusivamente verso l'heavy metal (Hit Parader, Circus).
La popolarità dell'heavy metal continuò ad incrementare durante il decennio. Il Billboard magazine riconobbe questa tendenza nell'economia della popular music statunitense come un cambiamento nella sottocultura metal: il genere aveva allargato il suo pubblico. La pubblicazione del terzo album dei Bon Jovi Slippery When Wet nel 1986 segnò una svolta importante per il pubblico heavy metal: i Bon Jovi coniugarono l'intensità e la pesantezza del metal con estrema melodia e l'autenticità del rock, contribuendo ad estendere il genere anche a nuovi ascoltatori. Stessa cosa avvenne nello stesso anno con il terzo album degli Europe “The Final Countdown”, Il loro successo non solo ridisegnò nuove tematiche e provocò delle imitazioni, ma per la prima volta fece guadagnare all'heavy metal una notevole esposizione radiofonica
Nel dicembre del '86, MTV incrementò notevolmente la diffusione dell'heavy metal avviando un programma speciale chiamato Headbangers Ball, che trasmetteva più videoclip del genere con una rotazione regolare. La risposta fu incredibile; Headbangers Ball divenne il programma di MTV più popolare, con 1.3 milioni di spettatori a settimana. Una volta che il genere ottenne questa grande diffusione, la sua popolarità e influenza crebbe vertiginosamente. Nel giugno 1987 il primo posto nella classifica album della Billboard era occupato da un album degli U2, ma i successivi 5 posti erano tenuti da band metal: Whitesnake, Europe, Mötley Crüe e Ozzy Osbourne. Per il resto del decennio, il metal si posizionava almeno a metà della classifica della TOP 20 album.